# Suède au Concours Eurovision de la chanson 1966
La Suède a participé au Concours Eurovision de la chanson 1966 à Luxembourg. C'est la 8e participation de la Suède au Concours Eurovision de la chanson.
Le pays est représenté par Lill Lindfors et Svante Thuresson et la chanson Nygammal vals, sélectionnés par Sveriges Radio (SR) au moyen d'une finale nationale.

## Sélection

### Svensk sångfinal 1966
Le radiodiffuseur suédois, Sveriges Radio, organise une finale nationale intitulée Svensk sångfinal 1966 (littéralement : « Finale suédoise de la chanson 1966 »), par la suite également référencée comme étant la 7e édition du Melodifestivalen, pour sélectionner la chanson et l'artiste représentant la Suède au Concours Eurovision de la chanson 1966,.
La finale nationale suédoise, présentée par Sven Lindahl (en), a lieu le 29 janvier 1966 au Cirkusteatern à Stockholm.

#### Finale
Dix chansons participent à cette sélection et sont toutes interprétées en suédois, langue nationale de la Suède.
Seuls les résultats des trois chansons arrivées en tête du classement sont annoncés.
| Ordre | Artiste(s)                        | Chanson                   | Traduction                           | Points | Place |
| ----- | --------------------------------- | ------------------------- | ------------------------------------ | ------ | ----- |
| 1     | Svante Thuresson                  | Hej systrar, hej bröder   | Salut mes sœurs, salut mes frères    | 6      | 7     |
| 2     | Monica Nielsen (en)               | En röd vals               | Une valse rouge                      | 5      | 8     |
| 3     | Carli Tornehave (en)              | Monte-Carlo               | –                                    | 19     | 2     |
| 4     | Gunilla af Malmborg               | Var finns du?             | Où es-tu ?                           | 18     | 5     |
| 5     | Gunnar Wiklund (en)               | Vinterrosor               | Roses d'hiver                        | 14     | 3     |
| 6     | Lill Lindfors et Svante Thuresson | Nygammal vals             | Valse néo-ancienne                   | 26     | 1     |
| 7     | Ann-Louise Hanson (en)            | En ballad om för langesen | Une ballade sur une époque lointaine | 9      | 4     |
| 8     | Carli Tornehave                   | Härliga Söndag            | Dimanche agréable                    | 8      | 5     |
| 9     | Gunwer Bergquist                  | Vårens vindar             | Les Vents du printemps               | 4      | 9     |
| 10    | Gunnar Wiklund                    | Vad har jag kvar          | Que me reste-t-il                    | 0      | 10    |

Lors de cette sélection, c'est la chanson Nygammal vals interprétée par Lill Lindfors et Svante Thuresson qui est choisie.

## À l'Eurovision
Chaque jury national attribue un, trois ou cinq points à ses trois chansons préférées.

### Points attribués par la Suède
| 5 points | Luxembourg |
| 3 points | Norvège    |
| 1 point  | Belgique   |

### Points attribués à la Suède
| 5 points                        | 3 points | 1 point  |
| ------------------------------- | -------- | -------- |
| - Danemark - Norvège - Finlande |          | - Suisse |

Lill Lindfors et Svante Thuresson interprètent Nygammal vals en 10e position lors de la soirée du concours, suivant l'Autriche et précédant l'Espagne.
Au terme du vote final, la Suède termine 2e sur les 18 pays participants, ayant reçu 16 points au total de la part de quatre pays, dont trois scandinaves,.